# Pavillons lointains (série télévisée)

Pavillons lointains (mini série) (en anglais : The Far Pavilions) est une mini-série britannique en trois parties réalisée par Peter Duffell diffusée à la télévision à partir du 3 janvier 1984.

## Synopsis
La mini-série ne montre pas l'enfance ni le séjour en Angleterre du héros de ce roman. Elle commence lors de son retour en Inde. Les renseignements sur sa jeunesse sont fournis au fur et à mesure, lorsque les circonstances favorisent des retours sur son passé.
Orphelin de mère et de père, Ashton Pelham est recueilli par sa nourrice Sita qui parvient à le soustraire aux massacres lors de la révolte des cipayes et à le conduire dans le royaume de Gulkote, chez le prince Lalji où il est à l'abri. Là il rencontre Koda Dad, le maître des écuries qui va devenir son père de substitution, son fils Zarin et la princesse Anjuli qui deviendront ses amis et le terrible Biju Ram. Mais à 11 ans, Ashok, comme l'appelent les Hindous, découvre un complot ourdi contre le pince Lalji et le fait échouer. Menacé par les complotistes, il doit s'enfuir avec Sita, qui, avant de mourir lui confie une sacoche contenant tous les documents concernant son identité. Bravant tous les obstacles, il apporte cette sacoche au Corps des Guides qui le reconnaissant comme un anglais le renvoient en Angleterre où il va poursuivre ses études et une formation militaire.

### 1repartie:Retour en Inde
Dans le train qui se dirige vers Nizamabad, on fait connaissance avec Mrs Eddith Viccary, Mrs Harlow et sa fille Belinda dans le compartiment des dames, de Mr George Garforth et d'Ashton Pelham-Martyn dans le compartiment des hommes. Ce dernier, officier du Corps des Guides (en), doit rejoindre son unité à Mardan. Tous se sont déjà rencontrés sur le bateau et arrivés à destination, ils sont accueillis par Mr Hugh Chiverton qui les invite à dîner. Bien que choqués par l'enthousiasme d'Ashton lorsqu'il retrouve son ami d'enfance, Zarin, un Hindou, Ash se retrouve à leur table où Belinda lui manifeste de l'intérêt alors que sa mère lui préfère George Garforth.plus conforme aux mœurs des sujets de Sa Gracieuse Majesté surtout quand elle découvre qu'Ash est allé prier à la Mosquée avec Zarin. Cela ne gêne pas Belinda qui le retrouve lors d'un piquenique.

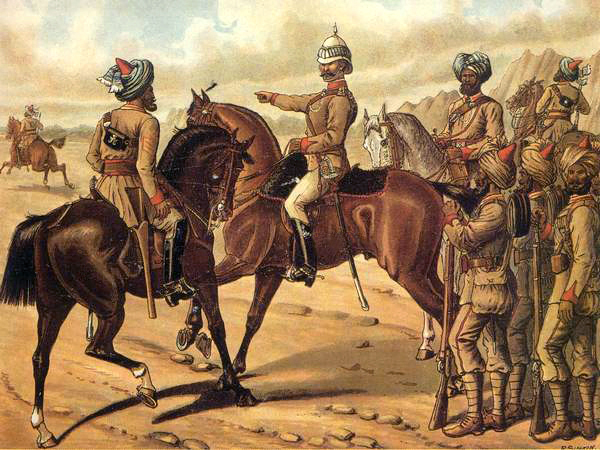
Corps des Guides (infanterie et cavalerie)

Mais c'est un officier du prestigieux Corps des Guides. Il rejoint son unité et se révèle être très compétent d'autant plus qu'après avoir grandi au milieu des indiens, il les comprend mieux et gagne leur sympathie tout en étant très ferme.

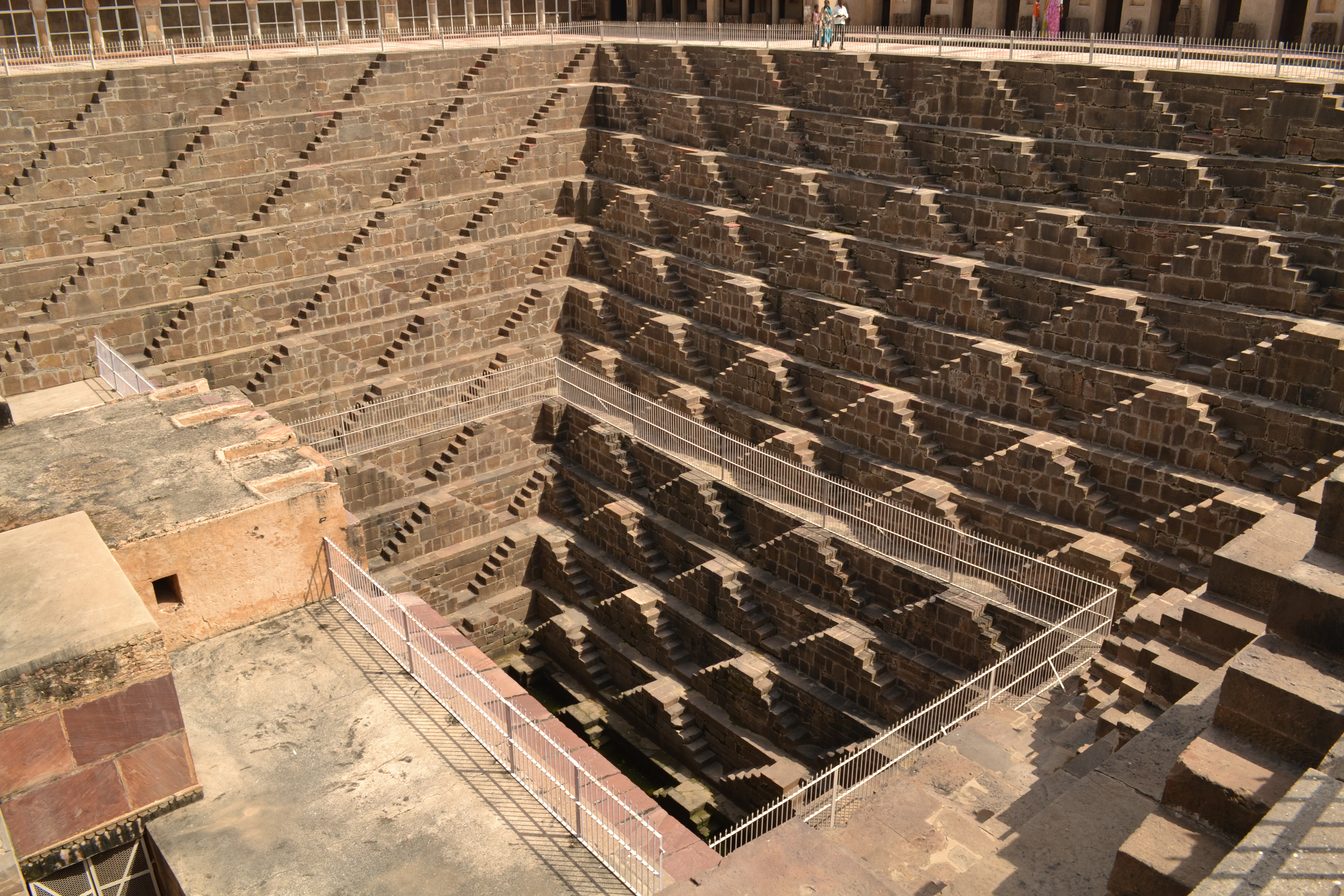
Chand Baori

En dehors de la garnison il retrouve Belinda lors de promenades où il peut lui expliquer ce qu'est un chhatri, au bal où sa cavalière rencontre Sir Ambrose Podmore-Smythe, à Chand Baori où ils échangent leur premier baiser. Cela le conduit à demander une permission pour se marier mais le commandant refuse, lui répond qu'il ne l'aura pas avant 30 ans et lui donne l'ordre d'aller collecter les impôts dans les villages du Bori.
A la tête d'une escouade il se rend dans les montagnes où menacé par une bande, ses soldats doivent tirer en l'air pour que leur chef et ses hommes rendent les armes. Mais la nuit, un de ses Guides, Dilasah Khan, assassine le soldat de garde et s'enfuit avec les fusils. Peu après, Ashton qui a reçu une lettre de Belinda apprend qu'elle va se marier avec Sir Ambrose et la jeune fille lui explique tous les avantages qu'elle y trouve.
On retrouve Ashton dans un club où il rencontre George Garforth, ivre, qui n'en peut plus d'être ostracisé ou craint de l'être si on apprend que sa mère était une métis. A bout d'arguments pour en terminer, lorsque George lui demande ce qu'il ferait dans ce cas, Pelham-Martyn répond négligemment "Je me suiciderais". Quelques jours après il apprend le suicide de Garforth.
Les épreuves continuent. Le commandant très en colère après le vol des fusils sanctionne très durement les soldats qui ont participé à la mission: ils sont bannis de l'unité jusqu'à ce que les armes aient été retrouvées. Pelham donne sa démission et rejoint Zarin et ses compagnons qui sont partis dans les montagnes récupérer les fusils. Au cours du raid, il réussissent à les reprendre, à tuer Dilasah Khan mais sur le trajet du retour Alzal est tué dans une embuscade.
Bien qu'il ait déposé les armes reprises aux pieds du commandant, Pelham-Martyn risque la cour martiale mais à l'état-major, après délibération, il s'en tire avec une mutation à Rawalpindi où il est affecté à des tâches d'intendance dans le 70e d'infanterie. Il partage son logement avec Wally, Walter Richard Pollock Hamilton avec lequel la bonne entente est immédiate à tel point qu'un militaire du 70e se demande si ce n'est pas une amitié contre nature.
Au cours d'une rencontre qu'ils ont organisée, Zarin demande à Ashton s'il pense revenir dans le Corps des Guides et un événement qu'ils n'avaient pas prévu va retarder ce projet. A Gulkote, Karidkote depuis que la principauté a fusionné avec une autre, Anjuli doit venir au secours de sa sœur Shushila que leur demi-frère veut marier au raja de Bhithor. Cette dernière refuse car ce prince étant âgé, elle sera naturellement sati. Malgré ses protestations, le prince Nandu ne capitule pas et la malheureuse jeune fille cède à condition que sa sœur Anjuli l'accompagne dans sa vie. Le frère cadet d'Anjuli, le prince Jhoti veut se joindre au cortège nuptial qui conduira les deux princesses chez le raja de Bhithor. C'est cela qui va éloigner Ash du Corps des Guides pendant plus d'un an car à la suite d'un bagarre provoquée par les représailles d'une bande de soldats envers Ashton qui avait offensé un certain Porson, il est chargé d'accompagner le convoi nuptial alors que son camarade Wally va rejoindre la prestigieuse unité des Guides à Mardan. Mais à quelque chose malheur est bon. En rejoignant le cortège, il retrouve Koda Dad et Anjuli qu'il secourt avec sa sœur avant que leur chariot s'écrase au fond d'une ravine. Après avoir, en guise de remerciement, été invité au durbar par l'entremise de Kaka-ji Rao, l'oncle d'Anjuli, il abandonne à la princesse la moitié du porte bonheur, qu'enfants, ils s'étaient partagé..

### 2epartie:Le voyage à Bhithor
Le second épisode commence par l'arrivée du prince Jhoti qui, malgré l'interdiction du prince Nandu, a décidé de se joindre au cortège nuptial.
Pour chasser la mauvaise impression laissée par la chute du véhicule dans lequel les princesses voyageaient, Ash avait proposé une chasse au faucon. L'idée est retenue mais ni Shushila, à cause de son poignet, ni Anjuli qui restera près d'elle n'y participeront alors que le prince Jhoti décide d'y prendre part. Au cours de la chevauchée qui conduit Kaka-ji Rao et Pelham-Martyn vers le terrain de chasse, Ash apprend les raisons pour lesquelles son compagnon de route veille sur Anjuli comme si c'était sa fille : il était amoureux de sa mère et aucune femme n'a jamais pu la remplacer.
L'après-midi, tout ne se passe pas comme prévu. Lorsque le jeune frère d'Anjuli et de Shushila lance son faucon et se rassied sur sa selle, le cheval s'emballe. Mulraj, Koda Dad parviennent à rattraper et à saisir le jeune homme mais Ash ne peut éviter à son cheval de culbuter dans une forte déclivité. Il s'en tire avec deux côtes cassées et un poignet démis ce qui l'oblige pendant une partie du trajet à voyager dans une litière. On découvre que le brusque affolement de la monture du prince avait été provoqué par la piqûre d'une épine de kika placée sous sa selle. Cela laisse penser qu'il s'agit d'un attentat à la vie du rival du prince Nandu qui a envoyé son äme damnée, Biju Ram, pour le suivre pendant le voyage et si possible l'éliminer.
Dans sa tente, Ashok soigné par Geeta qui vient tous les jours lui rendre visite, se remet rapidement. Juli dont il est amoureux depuis qu'ils se sont retrouvés vient aussi le voir enveloppée de voiles et accompagnée de l'infirmière, elle peut se faire passer pour une soignante ou une aide soignante car il n'est pas conforme aux bonnes moeurs qu'une princesse, promise à un raja ait des relations intimes avec un angrezi. De plus Biju Ram surveille ces allées et venues autour de la tente de l'officier du Corps des Guides et ne se gêne pas pour venir lui demander des explications au sujet de ces visites. En retour, Ashton le menace de mort s'il arrive quelque chose au prince Jhoti.
Les princesses ne voulant pas seulement voyager pour admirer des toiles de tente, Ash arrive à persuader Kaka-ji Rao de donner l'autoriseation à Shushila et à Anjuli à faire des promenades à cheval. C'est ainsi que lors d'une randonnée, Larla et Ashok sont surpris par une tempête de sable. Ils se réfugient dans un temple abandonné où ils peuvent, sans retenue, manifester leur amour réciproque et réfléchir à toutes les conséquences que cela entraînerait si cela était suivi par la naissance d'un enfant. La princesse est prête à tout assumer mais fidèle à sa promesse, restera près de Shushila.
Une nuit, alors qu'Ash se promenène, des coups de feu sont tirés dans sa direction. Lorsque l'auteur des tirs vient voir le résultat, Ash voit arriver Biju Ram armé de son fusil d'officier britannique. L'homme de main qui a une grande culture du mensonge essaie de persuader sa cible qu'il s'agit d'une méprise mais lorsque Ash vide son sac et lui montre la marque qu'il lui avait faite, quand il était un enfant, avec le canon d'un révolver chauffé sur un brasero, Biju Ram, démasqué, tente de le poignarder avec un coutelas enduit de venin de cobra mais l'arme est retournée contre lui et blessé au cou, il meurt après une courte agonie. Ash abandonne le corps non sans avoir fait une scarification à l'endroit de la blessure avec une épine de kika.
Le lendemain, après examen du cadavre, le docteur Gobind Dass, déclare que cette mort est due à une morsure de cobra et beaucoup trouvent cette conclusion convaincante car personne ne regrette cette disparition. Enfin Mulraj n'est pas dupe car il montre à Ashton le bouton d'une de ses chemises retrouvé près du corps.
Après ce long voyage le cortège nuptial arrive près de Bhithor où il est accueilli par Diwan qui représente le raja. Il leur montre le terrain où ils pourront camper pendant leur séjour. Ash refuse l'emplacement car il est exposé au feu des canons de la forteresse du prince mais Kak-ji Rao le contraint d'accepter car un refus aurait des conséquences trop graves. Le site n'a pas été choisi par hasard : le futur époux d'Anjuli et de Shushila veut tripler le montant de la dot des deux princesses car l'une est vieille ce qui entraîne des frais de purification élevés mais l'oncle d'Anjuli fait valoir qu'avec le marché prévu, il a en plus une deuxième princesse et une autre dot ce qui une très bonne affaire ce qui provoque l'hilarité des courtisans.
Néanmoins, la nuit venue, Ash fait évacuer discrètement tout le personnel du campement pour éviter toute surprise et effectivement, au petit matin, des soldats menés par Diwan surgissent dans le camp et découvrent, dépités qu'il n'y a plus personne. Dès lors, il ne reste plus à Ashton, en tant que soldat de l'empire britannique, qu'à rencontrer le raja de Bhithor pour lui dire qu'il doit accepter les termes du contrat sinon cela sera suivi d'un rapport complet à ses supérieurs qui devrait être suivi par une mise de l'état sous tutelle et l'exil de sa personne.
La fin de l'épisode montre les préparatifs du mariage, les cérémonies qui durent trois jours et enfin le départ des deux princesses pour la maison de leur époux suivi du départ d'Ashton qui a reçu l'ordre de rejoindre son régiment.

### 3epartie:Wally et Anjuli

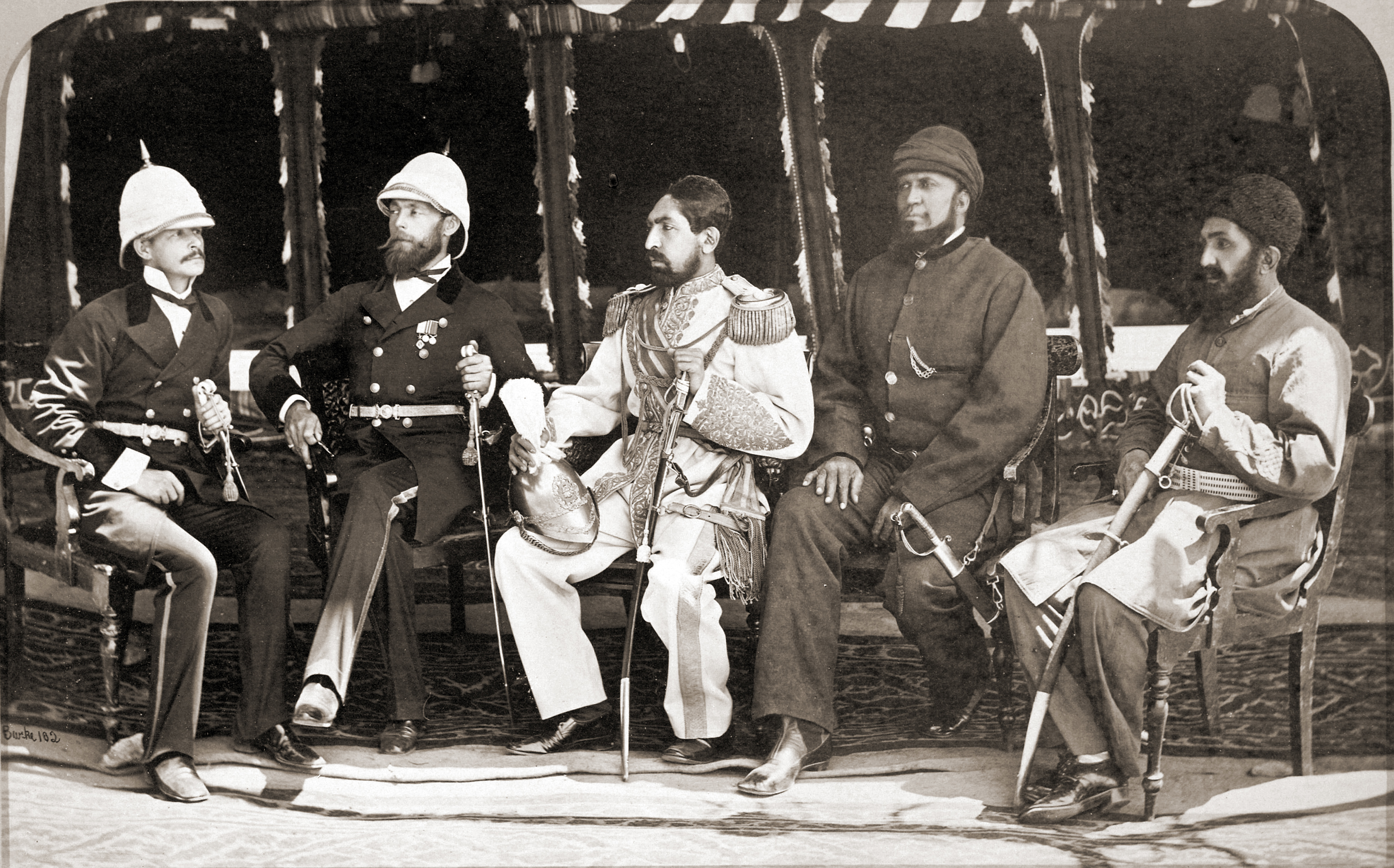
Ceci est l'authentique photo de l'événement prise par John Burke alors que dans la série il s'agit naturellement d'une reconstitution

Pelham-Martyn appelé pour une mission doit quitter Anjuli maintenant mariée et rejoindre son unité  qui est engagée dans la sanglante seconde guerre anglo-afghane au cours de laquelle Wigram Battye a perdu la vie (Cf. en bref), Wally Hamilton s'est illustré et son ami Zarin promû ressaidar.
Un traité de paix est signé à Gandomak entre Louis Cavagnari représentant le Raj britannique et Mohammad Yakub Khan émir d'Afghanistan
Ainsi revenu à Mardan, toujours lieutenant car il n'a pas participé aux opérations militaires, Ash retrouve son ami Wally, médaillé, qui aspire à une nouvelle promotion en commandant l'escorte de Cavagnari qui doit rejoindre Kaboul où l'Empire britannique doit installer une mission.
Ashton qui comprend bien mieux les Afghans que son ami, tente de le dissuader car il sait que le pays grouille d'ennemis et que le traité de paix n'est pas adapté à la situation.
Pendant ce temps à Bhithor, Shushila ne résiste pas aux manipulations du raja qui aime lui faire des cadeaux et finit par l'aimer bien que son époux dispose de gitons. Tout cela n'empêche pas Juli de rester fidèle à sa demi-soeur.
Pelham-Martyn comprenant que son parcours et son ambivalence culturelle l'éloignent de la recherche de gloire militaire, présente sa démission au commandant du Corps des Guides. Elle est acceptée à condition qu'auparavant il remplisse une mission : aller à Kaboul en tant qu'agent de renseignements auprès du serdar Nakshaband Khan. Arrivé à destination, il découvre que la ville est en proie à une grande agitation alors que par ailleurs, Wally qui commande les 77 hommes de  l'escorte, s'inquiète, en cas d'attaque, de la vulnérabilité de la résidence, Bala Hissar (en), où logent les représentants de  l'Empire.
Celle-ci va avoir lieu le 3 septembre 1879. Cavagnari refusant de payer les arriérés de solde des régiments afghans, Yakub Khan tergiversant sans fin, une foule envahit la résidence et après des combats acharnés, le représentant de sa Gracieuse Majesté est tué, Wally qui s'est battu comme un lion est massacré ainsi que tous les gardes. Ash arrivé in extrémis à la rescousse, blessé, est laissé pour mort. Nakshaband Khan le découvre et le place en lieu sûr.
A Bhithor, la situation d'Anjuli ne s'est pas améliorée. Son infirmière Geeta a eu un « accident » et a éte remplacée par la sinistre Promila Devi. De plus Ashok apprend par Gobind Dass que le raja de Bhithor est en très mauvaise santé et que, s'il disparaît, Anjuli et Shushila ne pourront pas échapper au sati.
Horrifié, Ash entreprend des démarches auprès du commandant, du général et même tente de corrompre un télégraphiste pour empêcher la réalisation de ce rite qui est interdit mais c'est peine perdue. Alors il décide de se rendre à Bhithor avec Gobind Dass qui a été appelé auprès du mourant. Manilal, le serviteur du docteur, Gul Baz et Koda Dad les accompagnent.
Ils apprennent qu'Anjuli ne sera pas brûlée avec Shushila car cette dernière, n'ayant vu en elle qu'une rivale, veut se venger et lui faire subir une épreuve épouvantable destinée à celles qui échappent au bûcher.
Etant venu pour tuer Juli avant qu'elle subisse la torture d'être brûlée vive, Ash décide donc de la délivrer. Tous les cinq parviennent au Rang Mahal et profitant des clameurs de la foule, supplié par Anjuli, il parvient à tuer Shushu qui hurle d'épouvante devant les fammes qui se rapprochent.
Ils s'enfuient poursuivis par les gardes du palais de Bhithor : Manilal, Gobind Dass sont tués et Koda Dad gravement blessé reste sur le chemin pour retarder de nouveaux poursuivants. Pour aider Ashok à se résigner de le laisser sur place, il le charge de remettre son cimeterre à son fils Zarin.
Ash rejoint Anjuli qui était sous la protection de Gul Baz. Désormais tous les deux peuvent laisser derrière eux ce monde peuplé de fous et se diriger vers les Lointains Pavillons, des montagnes où règne la Paix.

## Fiche technique
Avertissement : lorsqu'il y a plusieurs noms pour une fonction équivalente, cela veut dire que , souvent, certains ont travaillé sur une ou deux parties et d'autres sur une ou deux autres.
- Titre original :The Far Pavilions
- Titre français : Pavillons lointains
- Réalisation : Peter Duffell
- Scénario : Julian Bond d'après le roman Pavillons lointains de Mary Margaret Kaye
- Musique : Carl Davis, compositeur et chef de l'orchestre
- Direction artistique : George Richardson
- Décors : Robert W. Laing et Hugh Scaife (de)
- Costumes : Raymond Hughes
- Maquillage : Pat Hay
- Photographie : Jack Cardiff
- Son : Jonathan Bates, Keith Batten, Claude Hitchcock, Gerry Humphreys (en) et Rajen Rajkhowa
- Montage : Peter Boita et John Jympson
- Production : Ariel Levy, John Peverall et Geoffrey Reeve (en),
- Société de production :Goldcrest Films Interantional, Fleet (TV Mini Series) et HBO
- Société de distribution : Channel Four Television Corporation, AccornMedia pour cassette vidéo et DVD, Movierama international, HBO
- Budget :12 millions de ($)
- Pays de production :  Royaume-Uni et  États-Unis
- Langue originale : anglais
- Format : couleur – 35 mm – 35 mm - mono
- Genre : drame, histoire, romance
- Durée : 315 minutes
- Dates de sortie : 
  - Royaume-Uni, le 3 janvier 1984.
- Affiche : Jean Mascii (France)

## Distribution
Les rôles sont écrits avec des explications pour faciliter l'dentification des personnages comme cela est fait pour des pièces de théâtre.
- Peter Arne : le général
- Adam Bareham : Jenkyns, secrétaire et conseiller politique de Cavagnari
- Ravi Behl (en) : le prince Nandu, fils de la 3e épouse du prince Lalji, raja de Kharidkote
- Caterina Boratto : Mrs Chiverton
- Rossano Brazzi : le raja de Bhithor
- Michael Cochrane : Crimpley
- Ben Cross : Ash (diminutif), Ashok pour les Indiens, Ashton pour les Anglais, fils d'Hilary et Isobel Pelham-Martyn
- Bharati Devi : Unpora Bai
- Jay Devi : Dilasah Khan, un guide du Corps des Guides
- Felicity Dean (en) : Belinda Harlowe
- Rupert Everett : George Garforth
- John Forbes-Robertson : chef d'escadron
- Clive Francis : Kelly, médecin-major à Kaboul surnommé Rosie
- Rupert Frazer (en) : l'adjudant Wigram Battye subordonné du commandant du Corps des Gardes
- William Gaunt (en) : commissaire
- Tanveer Ghani (en) : Gul Baz un porteur qui devient ordonnance d'Ashton
- John Gielgud : Louis Cavagnari
- Constantine Gregory (en) : Porson
- Sneh Gupta (en) : Shushu, Shushila Bai sœur du prince Nandu
- Robert Hardy : le commandant du Corps des Guides (en) à Mardan
- Gaul Hassan : Daod Shah (à gauche de l'émir Mohammad Yakub Khan lorsque John Burke les prend en photo)
- Iftekhar (en) : Nakshaband Khan, agent secret à Kaboul
- Amy Irving : Kari Juli, Anjuli Bai sœur de Lalji, demi-soeur du prince Nandu
- Saeed Jaffrey : Biju Ram, surnommé le scorpion : l'homme de main du prince Nandu
- Iqbal Jamal : Tally Clerk
- Tony Jordan : Ashok à 11 ans
- Kamran : Head Mullah
- Colonel Kapoor : chef d'une tribu
- Goga Kapoor (en) : Diwan, conseiller du  raja de Bhithor
- Kunal Kapoor (en) : chef d'une tribu
- Jennifer Kendal : Mme Edith Viccary
- David de Keyser : le Rana
- Soltan Lalani : Mr Singh
- Christopher Lee : Kaka-ji Rao, l'oncle d'Anjuli
- Kristina Lesho : Anjuli à 5 ans
- Derek Lyons : un officier britannique
- Ojah Maharaj : officier supérieur NCO
- Moti Makan : le télégraphiste
- Art Malik : Zarin Khan, fils de Koda Dad et ami d'enfance d'Ashok
- Michael Malnick : Sir Ambrose Podmore-Smythe
- Mangal : premier Afghan
- Shayur Mehta : le prince Jhoti, frère du prince Nandu, de Shushila et d'Anjuli
- Shantanu Napgal : le fils d'Amir
- Vinod Nagpal (en) : Gobind Dass, le médecin
- Praveen Paul : Promila Devi qui remplace Geeta après sa disparition
- Mary Peach (en) : Mrs Harlowe
- Prerna : danseuse nautch (en)
- Master Ravi : le prince Lalji
- Parikshit Sahni (en) : Mulraj commandant des forces du raja de Kharidkote
- Tej Sapru : Afzal
- Jonie Sethi : Sita, ayah puis mère adoptive d'Ashton
- Omar Sharif : Koda Dad, père adoptif de Ash, maître de cavalerie de Gulkote, au service du prince Lalji
- Anthony Sharp : Mr Hugh Chiverton
- Jeremy Sinden (en) : Raikes
- Dilip Singh : Ashok à 4 ans
- Ajit Singh : Awal Shah
- James Snell : Ponsonby
- Sudhir : Jemadar Jewand Singh
- Rashid Sunny : l'Afghan avec une cicatrice
- Atul Tandon : Amir Mohammad Yakub Khan
- Gareth Tandy : le photographe John Burke (en)
- Benedict Taylor : Wally ou Walter Richard Pollock Hamilton (en)
- Bhushan Tiwari (en) : Manilal, le serviteur de Gobind Dass
- Rama Vij (en) : Geeta, l'infirmière

Les noms de ceux qui interprètent Jeffrey qui fait l'inventaire de la sacoche, d'Adrian qui participe à la discussion dans un bureau d'état-major, d'Hector qui remplace Wigram Battye, d'Amal Din qui porte un casque à Cavagnari figurent sans doute dans la distribution mais avec le manque de précisions, ces rôles n'ont pas pu être attribués à l'acteur qui convient.

### Lexique
Quelques termes qui apparaissent dans les sous-titres.
- angrezi : un Anglais en langage hindi
- ayah : nourrice, bonne d’enfants, femme de chambre en Inde
- Bai : Anjuli Bai, Unpora Bai, Shushila Bai; Bai peut, peut-être, se traduire par Madame (Cf. [2])
- chhatri : monument funéraire abritant le lieu où un hindou a été incinéré
- durbar : réception royale
- Dur Khaima : semble être propre au roman. Les montagnes, les Pavillons lointains, un endroit mythique où l'on peut vivre en paix.
- feringhis : mot méprisant pour désigner les Européens
- hakim : médecin
- Hanuman-ji: nom d'une déesse
- Hindou : À cette époque les habitants de l'Inde, aujourd'hui les Indiens
- larla : chérie
- memsahib : européenne
- pathan : synonyme de Pachtoune
- raj : régime colonial britannique
- raja : prince hindou
- rajkumari : princesse
- Rajput: habitant du Rajasthan
- rana : variante de raja. Titre royal en Asie du Sud
- ressaidar: Très shématiquement : un officier hindou, un subordonné des officiers britanniques, commandant un corps de cavaliers hindous.
- sahib : Monsieur avec déférence
- sahiba : Madame avec déférence
- sati : femme qui « s' »immole par le feu à la mort de son mari pour accéder à une nouvelle vie
- sirdar ou serdar : titre honorifique donné à un général

## En bref
Dans le New York magazine on peut lire que cette production a coûté 12 millions de dollars qui ont servi entre autres à louer 20 éléphants, 40 chameaux, 80 chevaux, 120 bœufs, des chèvres, des moutons, des vaches, des cobras et à confectionner ou louer 5000 costumes originaux. India Today ajoutait  à cette énumération 64 acteurs, 57 techniciens, 85 employés de production et 500 figurants, certainement le nombre de ceux qui étaient appointés car par ailleurs l'article mentionne une scène avec la présence de 1000 hommes

Plusieurs scènes ont été tournées au Fort d'Amber. Par exemple on reconnaît le diwan-i-Khaas, salle des audiences privées, où Ashok et Anjuli jouent à cache-cache  

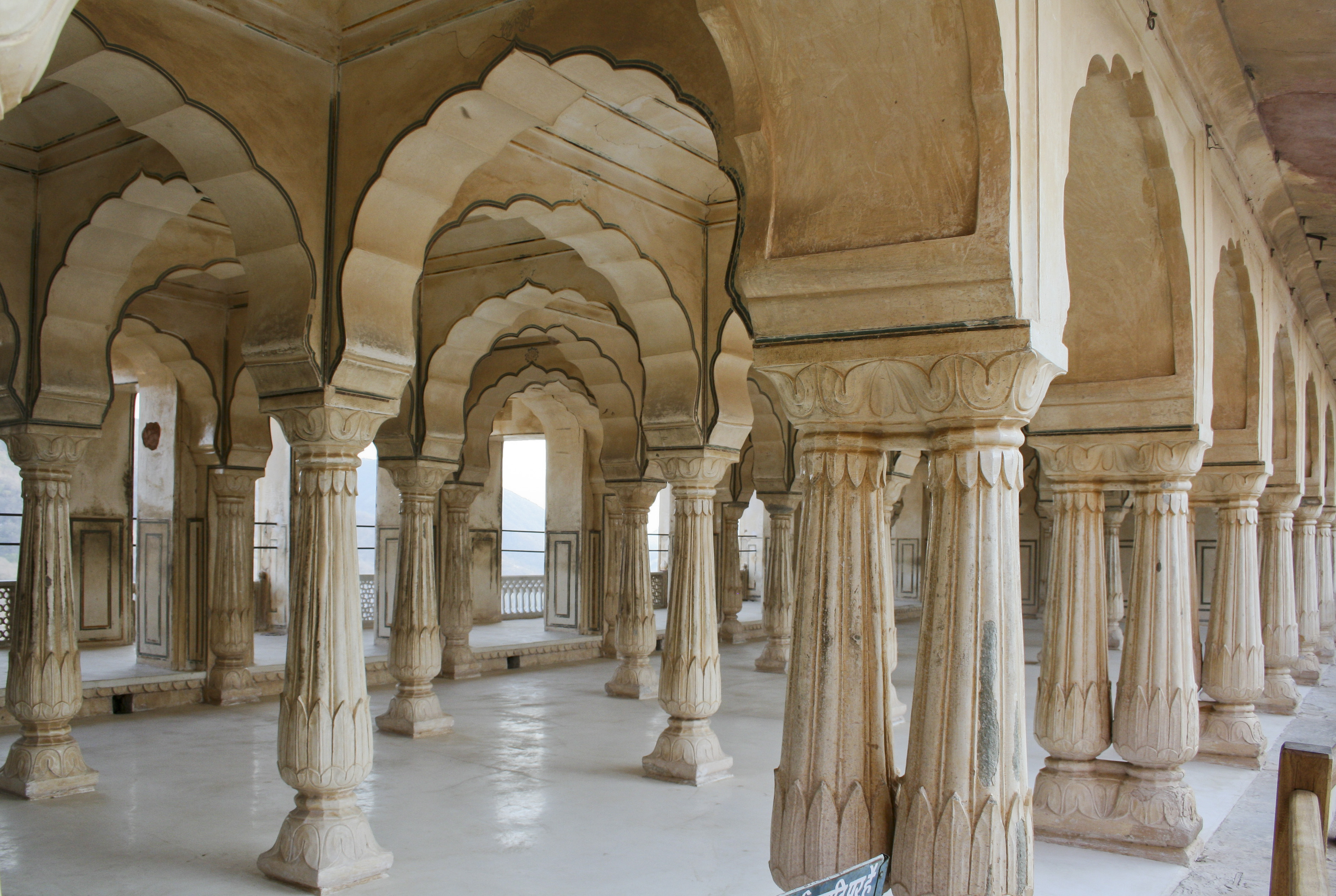
Fort d'Amber. Diwan-i-Khaas

 et la porte de Ganesh devant laquelle passe le cortège funèbre du raja de Bhithor 

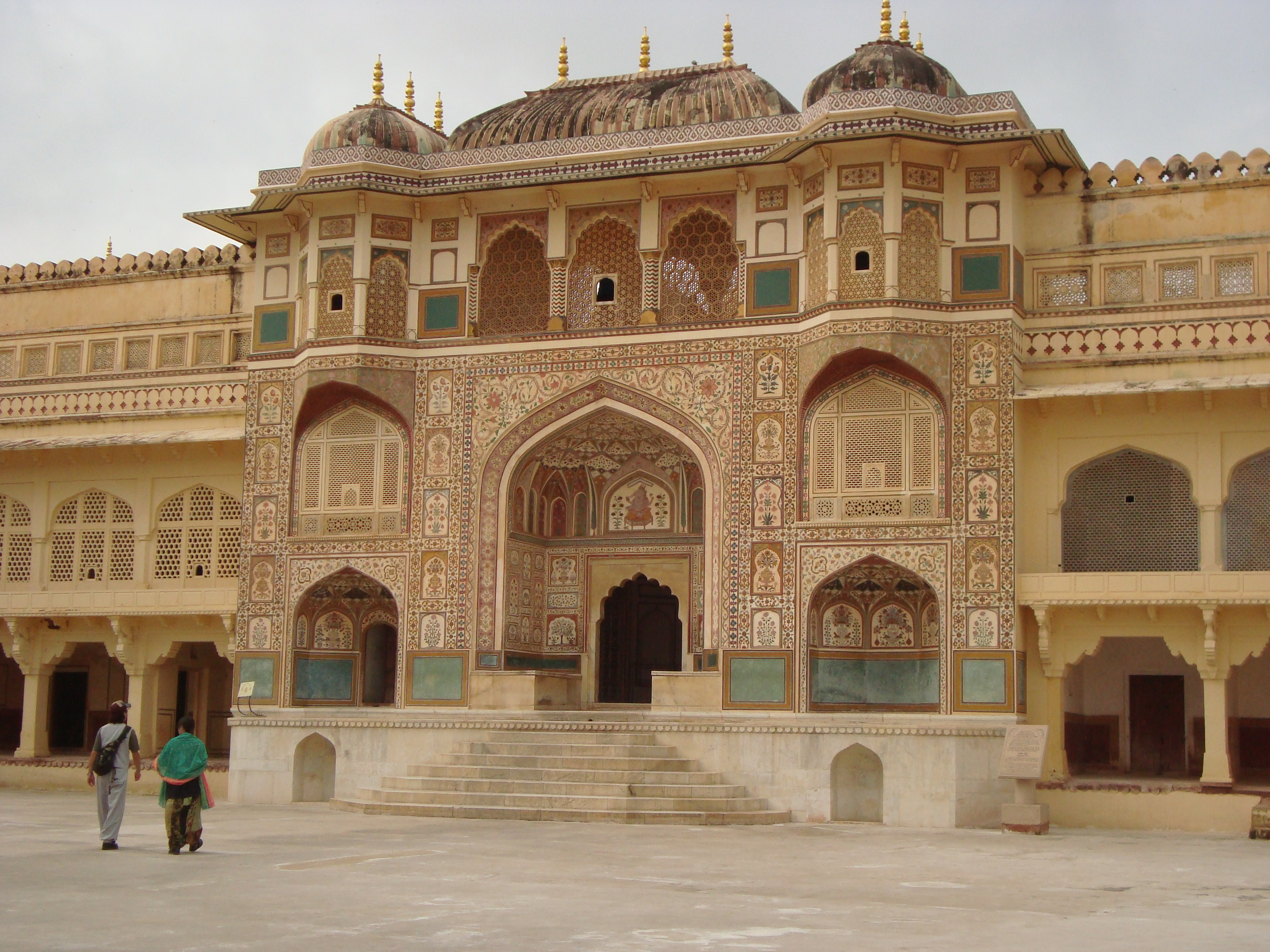
Fort d'Amber. La porte de Ganesh

. IMDb signale que des scènes ont été tournées à l'extérieur de Samode Palace à Samode au Rajasthan.
L'historien suisse du cinéma Hervé Dumont consacre un long chapitre à ce téléfilm dans le site «II-l'empire britannique-Hervé Dumont» . Comme il développe sur de nombreux autres films consacrés au même sujet, on peut avoir une idée de l'originalité de cette série. Bertrand Tavernier dont il fournit la date du blog où l'on peut lire la critique de cette série télévisée partage un certain nombre d'impressions avec lui : à savoir l'attitude détestable des colons anglais .
Le major Wigram Battye a réellement existé. Il a perdu la vie en combattant à Futtehabad le 2 avril 1879 .
L'affiche crée par Jean Mascii illustre bien le caractère fastueux de cette réalisation.
Variety annonçait en 2017 qu'une nouvelle version en 30 épisodes d'une heure était en projet mais nous ne savons pas où en est la réalisation.